# Schleusenstraße 21 (Horkheim)

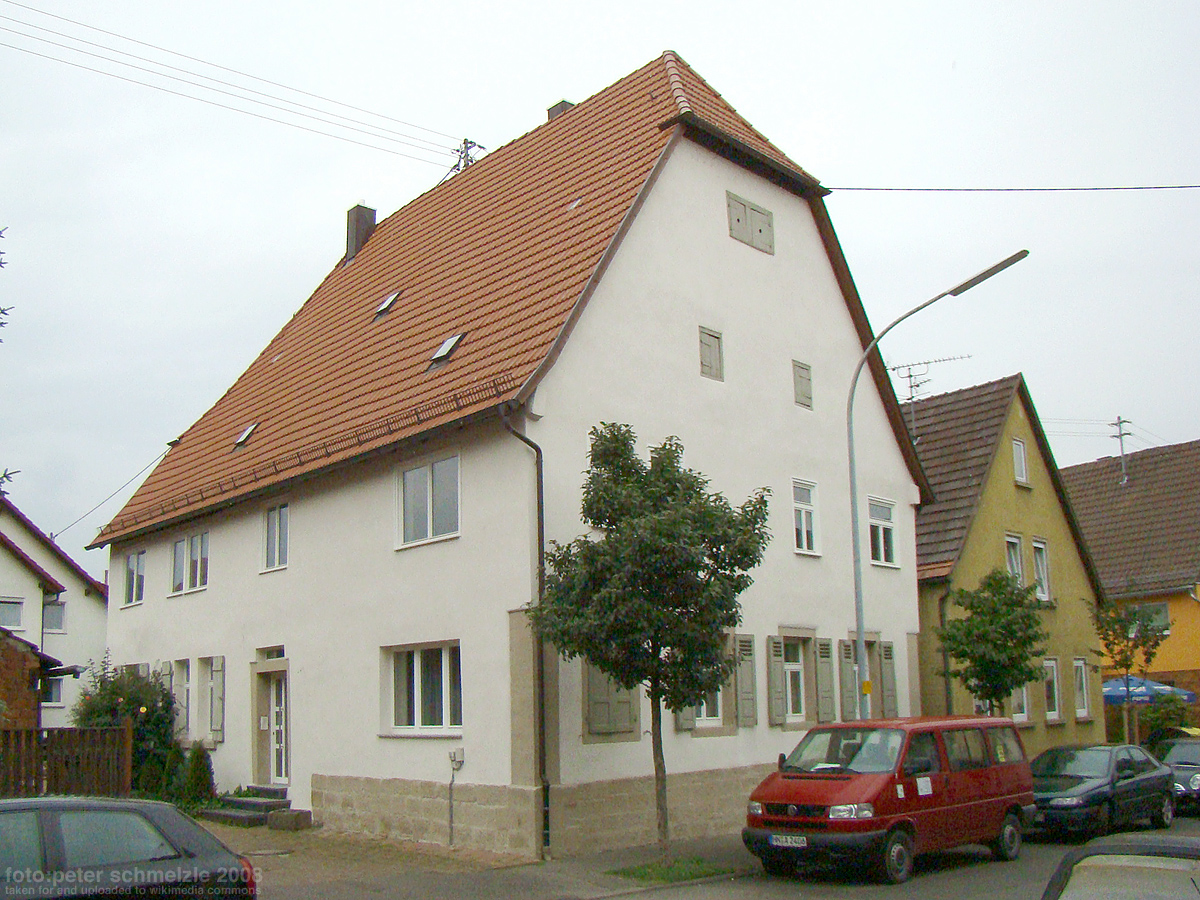
Schleusenstraße 21 in Heilbronn-Horkheim

Das Wohnhaus Schleusenstraße 21 in Horkheim ist ein barockes Weingärtnerhaus, das um 1765 errichtet wurde. Es gehörte zu einer ehemaligen Hofanlage im Ort. Das Gebäude ist ein Beispiel für die Architektur eines Horkheimer Weingärtnerhauses im Stil des Barock. Das denkmalgeschützte Gebäude gilt als Kulturdenkmal.
Das Gebäude ist ein zweigeschossiges, verputztes Fachwerkhaus. Es wurde über einem Gewölbekeller errichtet und hat ein Krüppelwalmdach. Bemerkenswert ist die ornamental bemalte Kammer auch Sommerstube im Dachgeschoss des Hauses.